# Асігара (крейсер)

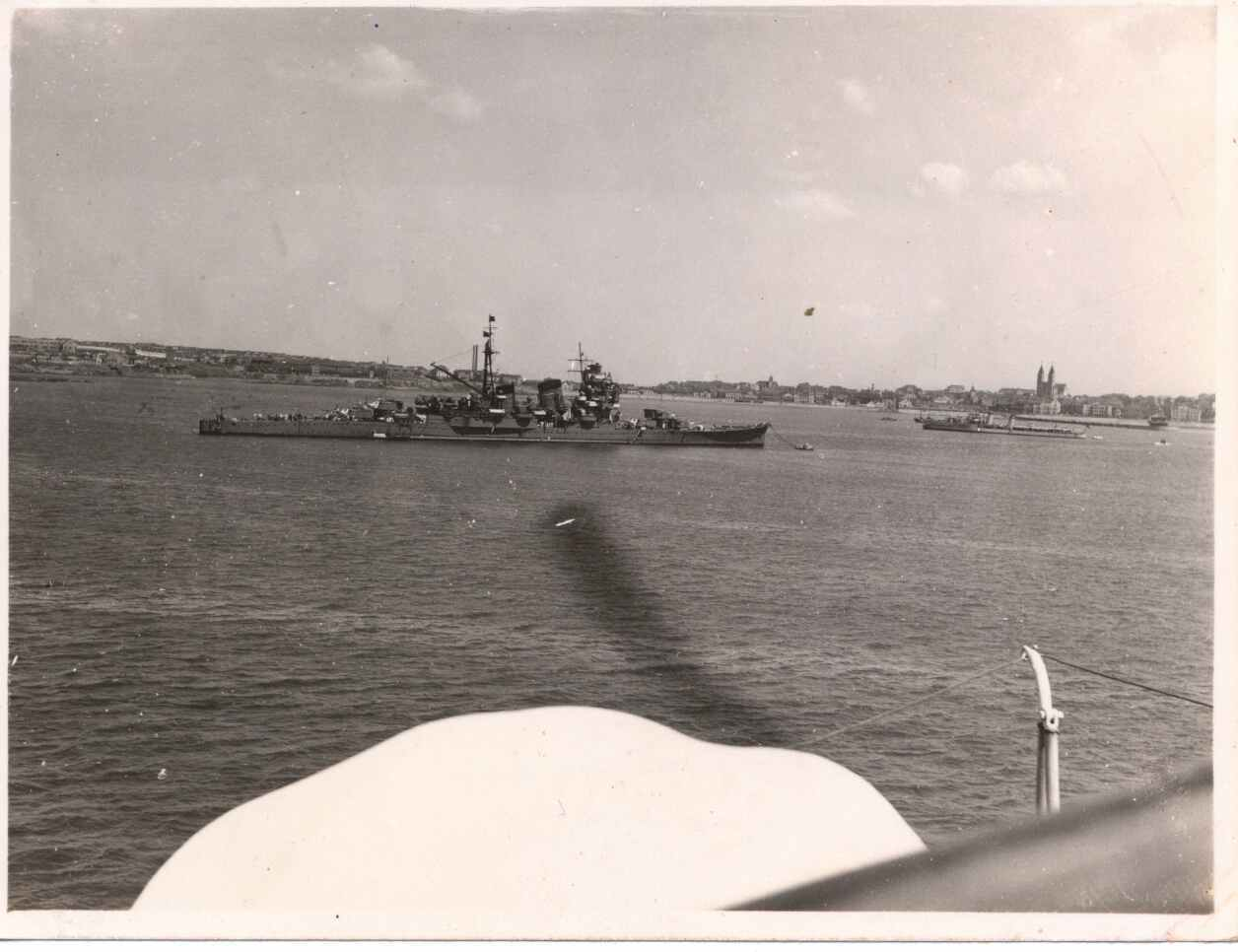
Асігара у китайському порту Ціндао

Асігара (Ashigara, яп. 足柄) — важкий крейсер Імперського флоту Японії, який брав участь у Другій світовій війні.
Корабель, який належав до крейсерів типу «Мьоко», спорудили у 1929 році на верфі компанії Kawasaki в Кобе.
10 березня 1937-го Асігара став флагманським кораблем 4-ї дивізії крейсерів. В цей же період його обрали для представництва Японії на коронації нового британського монарха Георга VI. Похід до Європи тривав з квітня по липень, при цьому після участі 20 травня у парадному огляді флоту Георгом VI у Спітхеді, Асігара відвідав із дружнім візитом Німеччину, а його старші офіцери були прийняті в Берліні Адольфом Гітлером.
Відомо, що 20—21 серпня 1937-го на тлі початку Другої японо-китайської війни, Асігара разом з великою групою важких крейсерів та есмінців вирушив до узбережжя центрального Китаю, де з 13 серпня почались бої у Шанхаї. Загін доправив сюди військовослужбовців і 22 серпня відбулась висадка японського десанту за кілька десятків кілометрів на схід від Шанхаю, що зменшило тиск китайських військ на значно менш численний гарнізон, який японці утримували у певній зоні міста після конфлікту 1932 року («Інцидент 28 січня»).
Станом на грудень 1941-го Асігара був флагманом у 16-ї дивізії крейсерів, при цьому його та ще один корабель підрозділу — легкий крейсер «Кума» — виділили для вторгнення на Філіппіни з північного напрямку. Разом з належним до іншої дивізії важким крейсером «Мая» вони сформували загін, який 7 грудня вийшов під охороною есмінців «Асакадзе» та «Мацукадзе» з Мако (важлива база ВМФ на Пескадорських островах у південній частині Тайванської протоки) та протягом наступних кількох діб забезпечував дистанційне прикриття допоміжних десантів, які спершу висадили на острови Бабуян та Батанес у Лусонський протоці, а 10 грудня до Апаррі та Вігану на північному завершенні острова Лусон. При цьому 10 та 11 грудня загін тричі невдало атакували літаки (двічі літаючі човни «Каталіна» та один раз горизонтальні бомбардувальники B-17 «Літаюча фортеця»), а 14 числа він повернувся до Мако.
19 грудня 1941-го ті самі крейсери знову вийшли у море, на цей раз як дистанційне прикриття висадки головних сил до затоки Лінгайєн (північно-західне узбережжя Лусона). Остання успішно відбулася в ніч проти 22 грудня, а вже 23 грудня крейсери були в Мако.
Успішний розвиток операції на Лусоні дозволив перенаправити частину сил для розвитку наступу з півдня Філіппін на східну частину Нідерландської Ост-Індії. Зокрема, 2—6 січня 1942-го Асігара у супроводі есмінців «Ікадзучі» та «Інадзума» пройшов з Формози до Давао на південному узбережжі острова Мінданао (цей філіппінський порт японці захопили ще 20 грудня), після чого став флагманським кораблем східного японського угруповання, з якого керував операціями командувач Третього флоту адмірал Такахасі. Протягом наступного місяця Асігара не полишав затоки Давао, а за цей час східне угруповання провело успішні десанти до Менадо та Таракану, Кендарі та Балікпапану, Амбону, Макассару.
Нарешті, 13—14 лютого 1942-го в межах підготовки до операції проти головного острова Нідерландської Ост-Індії Яви Асігара полишив район Давао та пройшов на південний захід до Голо (на однойменному острові у філіппінському архіпелазі Сулу). Його охорону на переході забезпечував есмінець «Ямакадзе» (19—26 січня, під час операцій проти Кендарі та Балікпапану, «Ямакадзе» вже виконував такі функції разом з іншим есмінцем «Судзукадзе», який, втім, на момент перебазування до Голо вже був важко пошкоджений), а на завершальній ділянці маршруту додаткову охорону склали есмінці «[Мурасаме (1937)|[Мурасаме]]» та «Самідаре», що вийшли назустріч із Голо. 17 лютого Асігара перейшов південніше до Балікпапану у супроводі «Ямакадзе» та «Кавакадзе». Первісно планувалось, що останній есмінець залишиться тут та буде очікувати прибуття головного конвою транспортів з військами, який прямував із затоки Лінгайєн. Втім, у перші години 20 лютого надійшло повідомлення про зіткнення японського загону, що провадив висадку на острів Балі, з переважними силами ворога (епізод, відомий як бій в протоці Бадунг), після чого Асігара спішно рушив на південь разом з обома названими есмінцями. Хоча до зіткнення з ворогом не дійшло, проте Асігара у підсумку прибув до затоки Старінг-Бей (на південно-східному півострові острова Целебес, поряд з Кендарі) разом з «Ямакадзе» та «Кавакадзе».
23 лютого 1942-го Асігара вийшов зі Старінг-Бей, маючи тепер у супроводі есмінці «Ікадзучі» та «Акебоно», а 25 лютого прибув до Макассару (на південно-західному півострові острова Целебес). 26 числа цей загін, до якого приєднався ще важкий крейсер «Мьоко» (тільки-но повернувся із Японії з ремонту) та есмінець «Інадзума», вийшов у море та попрямував в район на північ від острова Кангеан (лежить за три сотні кілометрів на схід від Сурабаї), наближаючись таким чином до місця майбутньої битви у Яванському морі. В останній 27 лютого зіткнулись союзні кораблі, що базувались у Сурабаї на сході Яви, та японське з'єднання, яке прокладало дорогу конвою з військами. Японці здобули рішучу перемогу, а вцілілі кораблі союзників відійшли до Сурабаї та Батавії.
1 березня 1942-го британський важкий крейсер у супроводі двох есмінців спробував прорватись із Сурабаї у напрямку Австралії в обхід Яви зі сходу, що призвело до зіткнення, відомого як Друга битва у Яванському морі. Першим незадовго до опівдня вступив в бій загін Асігари, а через годину союзні кораблі наздогнали 2 інші японські важкі крейсери, які до того виграли першу битву. За кілька хвилин британський крейсер отримав перше влучання снарядом, а потім по ньому провели вдалу торпедну атаку «Акебоно» та «Інадзума». Окрім участі у знищенні ворожого крейсера, Асігара та «Мьоко» вели вогонь по есмінцю HMS Encounter, який унаслідок близького вибуху снаряда головного калібру з якогось із японських крейсерів втратив хід та був затоплений екіпажем.
5 березня 1942-го загін Асігари повернувся у Макассар, а 9 березня сили союзників на Яві капітулювали. Після цього майже два роки, до лютого 1944-го, служба Асігари майже виключно була пов'язана із утриманням контролю над окупованими територіями Південно-Східної Азії і лише кілька разів він полишав регіон — у межах дрібної операції у Індійському океані, для доставки підкріплень у Меланезію та двічі для проведення ремонту у Сасебо (з 25 травня по 1 липня 1942-го та з 1 квітня по 17 травня 1943-го). Так, з 26 березня по 6 квітня 1942-го Асігара виходив з Макассару для дистанційної підтримки операції проти острова Різдва (три сотні кілометрів на південь від Яви), висадка на який відбулась 31 березня. Що стосується логістичного рейсу, то він був пов'язаний із битвою за Гуадалканал, яка змушувала японське командування екстрено перекидати війська у цей віддалений регіон. У цьому випадку 30 вересня 1942-го Асігара вийшов з військами на борту з Сурабаї, пройшов через Давао та 9 жовтня був на якірній стоянці Шортленд (прикрита групою невеликих островів Шортленд акваторія біля південного завершення острова Бугенвіль, де зазвичай відстоювались бойові кораблі та перевалювались вантажі для подальшої відправки далі на схід Соломонових островів). Висадивши тут доправлені підкріплення, Асігара попрямував у зворотній рейс, пройшов через Палау (захід Каролінських островів) та 20 жовтня повернувся у Сурабаю.  
Під час служби у Південно-Східній Азії Асігара спершу з 10 березня 1942-го був флагманським кораблем командувача Другого Південного експедиційного флоту (формування, що відповідало за утримання контролю над Нідерландською Ост-Індією), а з 10 квітня 1942-го Асігара став флагманом Флоту Південно-західної зони (формування рівня, вищого за Другий Південний, яке відповідало за контроль над усіма окупованими територіями у Південно-Східній Азії). Після повернення з другого ремонту у Сасебо крейсер рахувався у прямому підпорядкуванні Флоту Південно-західної зони, а з 20 вересня 1943-го став флагманським кораблем 16-ї дивізії крейсерів.
У першій декаді січня 1944-го «Асігара» разом зі ще одним важким та одним легким крейсерами брали участь у перевезенні військ з Сінгапура до південнобірманського порту Мергуй (наразі М'єй на східному узбережжі Андаманського моря).
25 лютого 1944-го Асігара призначили для використання у північній зоні, при цьому його перевели до 21-ї дивізії крейсерів. 27 лютого — 3 березня крейсер прямував до Сасебо, де до 29 березня проходив черговий ремонт. Після цього 2 квітня він прибув до Омінато — важливої військово-морської бази на північному завершенні Хонсю. До кінця липня Асігара перебував тут (із невеликою перервою в кінці червня для короткочасного ремонту в Йокосуці), а 2 серпня прибув до Куре, де долучився до флотських тренувань. В середині вересня під час ремонту у Куре зенітне озброєння крейсера підсилили за рахунок 2 здвоєних та 20 одинарних установок 25-мм зенітних автоматів (це збільшило загальну кількість стволів такого калібру на кораблі удвічі — до 48 одиниць).

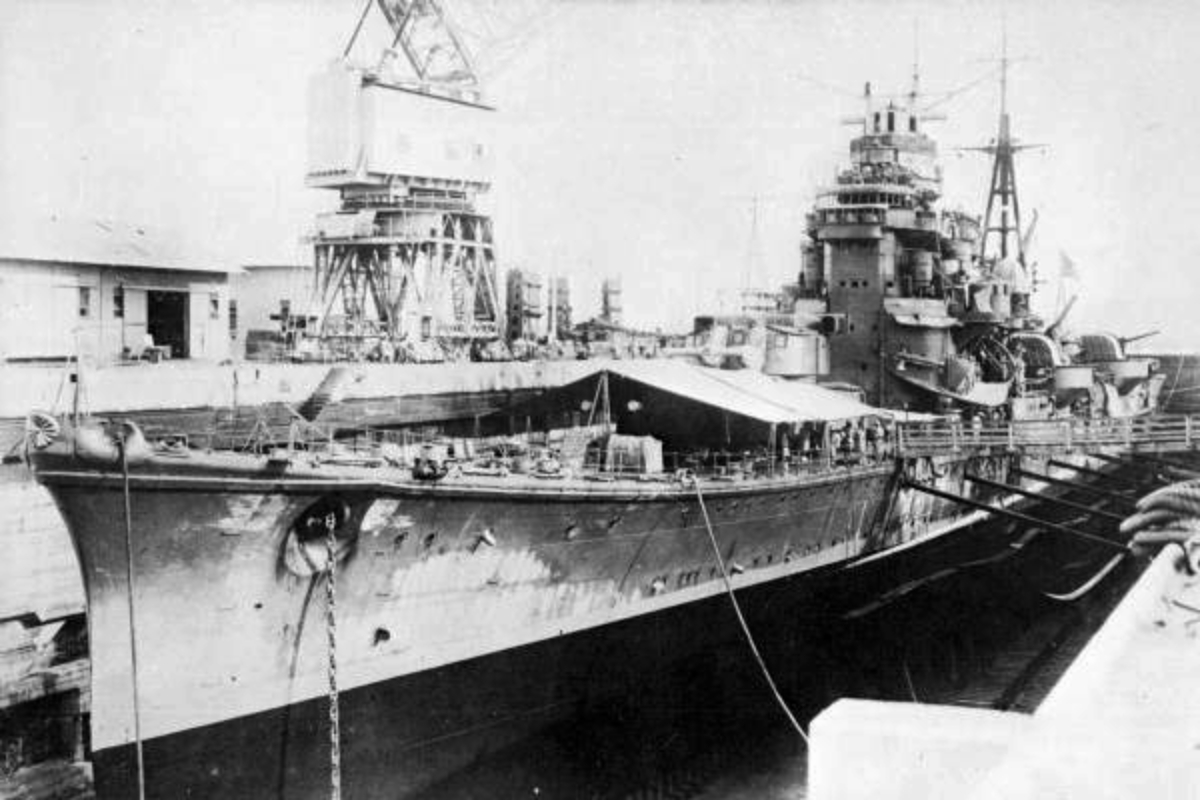
Асігара в 1942 році в сухому доці в Сінгапурі

З 12 по 16 жовтня 1944-го американське авіаносне з'єднання нанесло серію ударів по острову Формоза (Тайвань). На тлі занадто оптимістичних доповідей про результати зворотних дій японське командування вислало 15 жовтня у море загін адмірала Сіми, який мав завдати удару по послабленому (як вважалось) американському флоту. До нього увійшли 2 важкі крейсери 21-ї дивізії (Асігара та «Наті») під охороною легкого крейсера та 7 есмінців. 16 жовтня вони прибули до острова Амаміосіма (центральна група архіпелагу Рюкю), а 18—20 жовтня пройшло звідси до Мако (база на Пескадорських островах у південній частині Тайванської протоки). На цьому шляху японський загін, на своє щастя, не зустрів надводних сил ворога та не постраждав від американських підводних човнів, що чотири рази виявляли його, проте так і не змогли зайняти положення для атаки.
Тим часом союзники розпочали операцію на Філіппінах, і загін Сіми рушив на південь для приєднання до головних сил. Останні пройшли через Бруней, після чого розділились на два з'єднання. Кораблі з Мако вирішили спрямувати услід за диверсійним з'єднанням адімрала Нісімури, який мав рухатись до району висадки союзників у затоці Лейте південним шляхом та відволікти на себе увагу ворожих сил. У ніч проти 25 жовтня 1944-го з'єднання Нісімури було повністю знищене в бою у протоці Сурігао. За кілька годин по тому, все ще у темний період доби, сюди підійшов загін Сіми. Виявивши якісь цілі на екранах радарів, Асігара та «Наті» безрезультатно випустили по ним по 8 торпед. Під час необхідного для цього маневру «Наті» зіткнувся із важким крейсером «Могамі» — єдиним поки що вцілілим кораблем Нісімури, який намагався вирватись із протоки. Враховуючи всі обставини, Сіма наказав рухатись назад. У підсумку під вечір 26 жовтня Асігара та «Наті» змогли досягнути Корону на східному завершенні архіпелагу Палаван, за три сотні кілометрів на південний захід від Маніли (а от «Могамі» був добитий авіацією за кілька годин після зіткнення). В якийсь момент Асігара зустрівся з пошкодженим важким крейсером «Кумано» та довів його на буксирі до затоки Корон. 27 жовтня Асігара рушив на південний захід до острова Палаван та далі до Брунею, а пошкоджений «Наті» попрямував до Маніли (де 5 листопада був потоплений під час рейду авіаносного угруповання).
17—18 листопада 1944-го Асігара разом з кількома іншими кораблями вийшов з Брунею до островів Спратлі. Тут перебував значний японський загін, який через побоювання ворожої атаки на Бруней залишив останній ще 8 листопада — тоді Асігара не зміг піти за ним через затримку з бункеруванням паливом. Після цього всі вони 20 листопада рушили в район Сінгапура та 22 числа прибули на якірну стоянку Лінгга.
12 грудня 1944-го Асігара разом з легким крейсером «Ойодо» вирушили до в'єтнамського узбережжя, де певний час перебували у окремих портах — якщо «Асігара» одразу попрямував до Камрані (центральний В'єтнам), то другий корабель спершу знаходився у Кап-Сен-Жак (наразі Вунгау) на півдні узбережжя. 24 грудня Ойодо також пройшов у Камрань, де зібрався загін для рейду на острів Міндоро (дещо південніше від Маніли), куди 15 грудня висадився ворожий десант. Того ж 24 грудня Асігара «Ойодо» та 6 есмінців полишили Камрань. Ввечері 26 грудня на підході до плацдарму японський загін потрапив під удари авіації і Асігара поцілили 224-кг бомбою, яка спричинила сильну пожежу. Щоб уникнути ще важчих наслідків, довелось вистрелити всі торпеди, крейсер продовжив виконання завдання і в ніч проти 27 грудня японці атакували район висадки. Торпедні атаки есмінців по транспортах виявились безрезультатними, а от артилерійський вогонь крейсерів (лише Асігара випусти понад 200 снарядів головного калібру) спричинив велику пожежу серед матеріальних засобів, вивантажених на острів. Осколками снарядів виявився пошкодженим корабель типу «Ліберті» James H. Breasted, який пізніше був помилково бомбардований своїми літаками та став остаточною втратою (втім, з судна встигли висадити всіх десантників, що перебували на борту). Після цього японський загін рушив назад і 28 грудня досягнув Камрані. 29 грудня 1944 — 1 січня 1945 Асігара, «Ойодо» та 2 есмінці пройшли до Сінгапура.
Станом на початок лютого 1945-го Асігара рахувався у 5-й дивізії крейсерів, при цьому, враховуючи співвідношення сил, він більше не виходив у бойові рейди, а використовувався як швидкохідний транспорт для перевезення військ та припасів, при цьому наприкінці квітня з нього зняли гідролітаки та торпедні апарати, щоб забезпечити додаткове місце для вантажів.

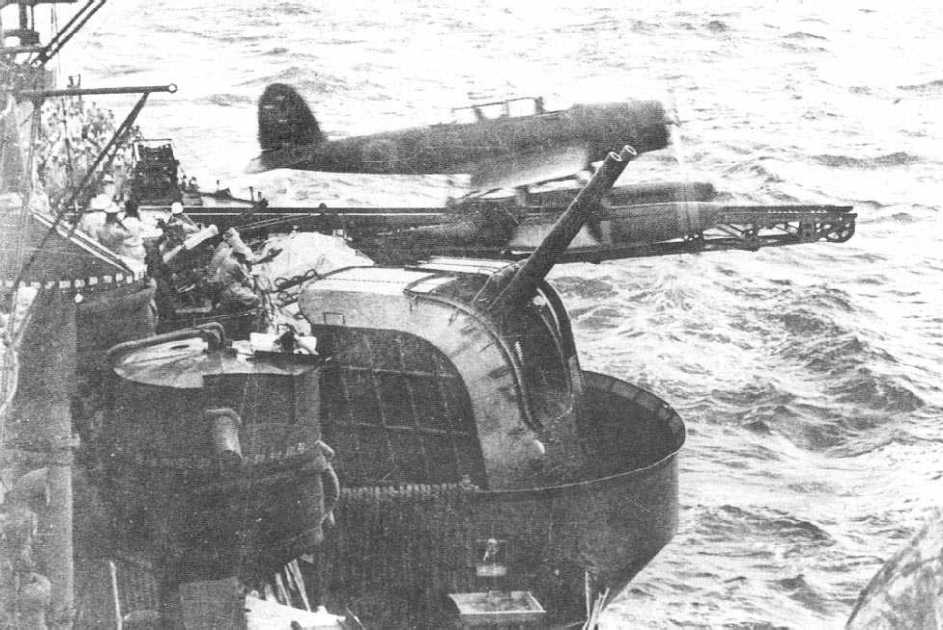
Запуск гідролітака Aichi E13A з катапульти Асігари в травні 1943 року

Під час одного з походів, коли в середині квітня корабель прямував із Сінгапуру до Батавії, по ньому дали безрезультатний торпедний залп з нідерландського підводного човна O-19. 22 квітня у супроводі есмінця «Камікадзе» Асігара попрямував назад до Сінгапура, причому невдовзі після виходу з Батавії  O-19 дав по крейсеру ще один невдалий залп.
13 травня 1945-го Асігара провів дозаправку «Камікадзе», який мав супроводжувати важкий крейсер «Хагуро» у спробі зняти війська з Андаманських островів (цей вихід завершився потопленням «Хагуро», а от «Камікадзе» вцілів).
4—5 червня 1945-го Асігара у супроводі «Камікадзе» вчергове пройшов з Сінгапуру до Батавії. Під час цього переходу його помітили з американських підводних човнів, інформацію від яких повідомили на британські субмарини HMS Trenchant та HMS Stygian, які зайняли позицію в протоці Бангка (між Суматрою та розташованим поруч значно меншим островом Бангка), де очікували перехопити крейсер при поверненні. Асігара тим часом прийняв на борт 1600 військовослужбовців та майже п'ять сотень тон вантажів і 7 червня вийшов у зворотній рейс разом з тим же «Камікадзе». Під час проходження протокою Бангка з «Камікадзе» помітили HMS Trenchant, який перебував у надводному положенні, та відігнали його артилерійським вогнем. Втім, HMS Trenchant занурився та зайняв нову позицію, з якої невдовзі після опівдня випустив по крейсеру 8 торпед з дистанції понад 4 км. Спостерігачі на Асігара помітили торпеди, проте маневр корабля був сильно обмежений берегом та мінним полем, до того ж машина одного борта була несправною, що зменшувало можливості корабля до екстрених розворотів. Як наслідок, у Асігара влучили одразу 5 торпед. Крейсер загорівся та за пів години затонув. «Камікадзе» зміг підбрати вісім з половиною сотень моряків з екіпажу Асігари (тобто абсолютну більшість) та лише чотири сотні із бійців, яких перевозив крейсер.